# Kelly Johnson

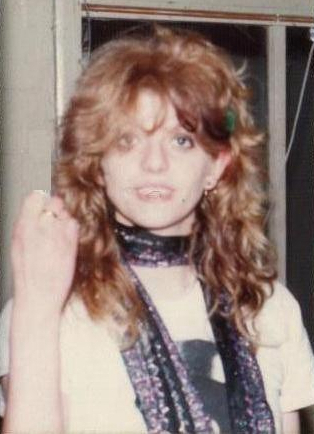
Kelly Johnson (1981).

Kelly Johnson  (20 juni 1958 - 15 juli 2007) was een Britse gitariste die vooral bekend werd als lid van de vrouwelijke metalband Girlschool. Ze speelde van 1978 tot 1983 bij de band, waarna zij deze verliet. Hierna verhuisde ze voor 10 jaar naar Los Angeles, de Verenigde Staten. In 1993 keerde ze terug bij Girlschool en bleef tot 2000. In 2001 werd bij haar leukemie vastgesteld. Na 6 jaar vechten overleed ze op 49-jarige leeftijd.